# Masters de Miami 2023
El Miami Open presented by Itaú 2023 fue un torneo de tenis ATP Tour Masters 1000 en su rama masculina y WTA 1000 en la femenina. Se disputó en Miami (Estados Unidos), en las canchas duras del complejo Hard Rock Stadium situado en Miami Gardens, entre el 21 de marzo y el 2 de abril.

## Puntos y premios en efectivo

### Distribución de puntos
| Evento                  | G    | F   | SF  | CF  | R16 | R32 | R64 | R128 | C  | C2 | C1 |
| Individuales masculinos | 1000 | 600 | 360 | 180 | 90  | 45  | 25  | 10   | 16 | 8  | 0  |
| Dobles masculinos       | 1000 | 600 | 360 | 180 | 90  | 0   | 0   | —    | —  | —  | —  |

| Modalidad           | G    | F   | SF  | CF  | R16 | R32 | R64 | R128 | C  | C2 | C1 |
| Individual femenino | 1000 | 650 | 390 | 215 | 120 | 65  | 35  | 10   | 30 | 20 | 2  |
| Dobles femenino     | 1000 | 650 | 390 | 215 | 120 | 10  | —   | —    | —  | —  | —  |

### Premios en efectivo
| Evento                  | G          | F        | SF       | CF       | R16     | R32     | R64     | R128    | C2    | C1    |
| Individuales masculinos | $1 262 220 | $662 360 | $352 365 | $184 465 | $96 955 | $55 770 | $30 885 | $18 660 | $9440 | $5150 |
| Individuales femeninos  | $1 262 220 | $662 360 | $352 365 | $184 465 | $96 955 | $55 770 | $30 885 | $18 660 | $9440 | $5150 |
| Dobles masculinos       | $436 730   | $231 660 | $123 550 | $62 630  | $33 460 | $18 020 | —       | —       | —     | —     |
| Dobles femeninos        | $436 730   | $231 660 | $123 550 | $62 630  | $33 460 | $18 020 | —       | —       | —     | —     |

## Cabezas de serie
Los siguientes son los jugadores cabeza de series, según las clasificaciones ATP al 13 de marzo de 2023. Las siembras reales se basarán en las clasificaciones ATP al 20 de marzo de 2023. Las clasificaciones y los puntos anteriores son al 20 de marzo de 2023.

### Individuales masculino
| N.º | Rank. | Tenista                 | Puntos | Puntos por defender | Puntos ganados | Nuevos puntos | Ronda hasta la que avanzó en el torneo                  |
| 1   | 1     | Carlos Alcaraz          | 7420   | 1000                | 360            | 6780          | Semifinales, perdió ante Jannik Sinner [10]             |
| 2   | 3     | Stefanos Tsitsipas      | 5770   | 90                  | 90             | 5770          | Cuarta ronda, perdió ante Karen Khachanov [14]          |
| 3   | 4     | Casper Ruud             | 5560   | 600                 | 45             | 5005          | Tercera ronda, perdió ante Botic van de Zandschulp [26] |
| 4   | 5     | Daniil Medvédev         | 4330   | 180                 | 1000           | 5150          | Campeón, venció a Jannik Sinner [10]                    |
| 5   | 6     | Félix Auger-Aliassime   | 3415   | 10                  | 45             | 3450          | Tercera ronda, perdió ante Francisco Cerúndolo [25]     |
| 6   | 7     | Andrey Rublev           | 3390   | 10                  | 90             | 3470          | Cuarta ronda, perdió ante Jannik Sinner [10]            |
| 7   | 8     | Holger Rune             | 3325   | (45)                | 90             | 3370          | Cuarta ronda, perdió ante Taylor Fritz [9]              |
| 8   | 9     | Hubert Hurkacz          | 3065   | 360                 | 45             | 2750          | Tercera ronda, perdió ante Adrian Mannarino             |
| 9   | 10    | Taylor Fritz            | 2975   | 90                  | 180            | 3065          | Cuartos de final, perdió ante Carlos Alcaraz [1]        |
| 10  | 11    | Jannik Sinner           | 2925   | 180                 | 600            | 3345          | Final, perdió ante Daniil Medvédev [4]                  |
| 11  | 12    | Cameron Norrie          | 2815   | 90                  | 10             | 2735          | Segunda ronda, perdió ante Grégoire Barrère             |
| 12  | 14    | Frances Tiafoe          | 2710   | 90                  | 45             | 2665          | Tercera ronda, perdió ante Lorenzo Sonego               |
| 13  | 15    | Alexander Zverev        | 2580   | 180                 | 10             | 2410          | Segunda ronda, perdió ante Taro Daniel [WC]             |
| 14  | 16    | Karen Khachanov         | 2505   | 10                  | 360            | 2855          | Semifinales, perdió ante Daniil Medvédev [4]            |
| 15  | 18    | Álex de Miñaur          | 2085   | 45                  | 10             | 2050          | Segunda ronda, perdió ante Quentin Halys                |
| 16  | 19    | Tommy Paul              | 2045   | 45                  | 90             | 2090          | Cuarta ronda, perdió ante Carlos Alcaraz [1]            |
| 17  | 20    | Borna Ćorić             | 1905   | 25                  | 10             | 1890          | Segunda ronda, perdió ante Christopher Eubanks [Q]      |
| 18  | 21    | Lorenzo Musetti         | 1840   | 10                  | 10             | 1840          | Segunda ronda, perdió ante Jiří Lehečka                 |
| 19  | 23    | Matteo Berrettini       | 1732   | 0                   | 10             | 1742          | Segunda ronda, perdió ante Mackenzie McDonald           |
| 20  | 25    | Alejandro Davidovich    | 1545   | 10                  | 45             | 1580          | Tercera ronda, perdió ante Tommy Paul [16]              |
| 21  | 27    | Grigor Dimitrov         | 1450   | 10                  | 45             | 1485          | Tercera ronda, perdió ante Jannik Sinner [10]           |
| 22  | 28    | Roberto Bautista        | 1430   | 45                  | 10             | 1395          | Segunda ronda, perdió ante Emil Ruusuvuori              |
| 23  | 29    | Daniel Evans            | 1345   | 10                  | 10             | 1345          | Segunda ronda, perdió ante Lorenzo Sonego               |
| 24  | 30    | Denis Shapovalov        | 1345   | 10                  | 45             | 1380          | Tercera ronda, perdió ante Taylor Fritz [9]             |
| 25  | 31    | Francisco Cerúndolo     | 1320   | 360                 | 180            | 1140          | Cuartos de final, perdió ante Karen Khachanov [14]      |
| 26  | 32    | Botic van de Zandschulp | 1170   | 10                  | 90             | 1250          | Cuarta ronda, perdió ante Emil Ruusuvuori               |
| 27  | 33    | Sebastián Báez          | 1170   | 10                  | 10             | 1170          | Segunda ronda, perdió ante Christian Garín [Q]          |
| 28  | 34    | Yoshihito Nishioka      | 1144   | 61                  | 10             | 1093          | Segunda ronda, perdió ante Alex Molčan                  |
| 29  | 35    | Miomir Kecmanović       | 1120   | 180                 | 45             | 985           | Tercera ronda, perdió ante Andrey Rublev [6]            |
| 30  | 37    | Maxime Cressy           | 1016   | 10                  | 10             | 1016          | Segunda ronda, perdió ante Dušan Lajović                |
| 31  | 38    | Diego Schwartzman       | 990    | 10                  | 45             | 1025          | Tercera ronda, perdió ante Holger Rune [7]              |
| 32  | 39    | Ben Shelton             | 989    | 0                   | 10             | 999           | Segunda ronda, perdió ante Adrian Mannarino             |

- Ranking del 20 de marzo de 2023.[3]

#### Bajas masculinas (cabezas de serie o cabeza de series)
| Clasif | Jugador           | Puntos Antes | Puntos a defender | Puntos ganados | Puntos después | Baja debido a                                   |
| ------ | ----------------- | ------------ | ----------------- | -------------- | -------------- | ----------------------------------------------- |
| 2      | Novak Djokovic    | 7160         | 0                 | 0              | 7160           | Incumplimiento de los requisitos de vacunación. |
| 13     | Rafael Nadal      | 2715         | 0                 | 0              | 2715           | Lesión en el psoas.                             |
| 17     | Pablo Carreño     | 2230         | 45                | 0              | 2185           | Lesión en el codo.                              |
| 22     | Marin Čilić       | 1735         | 45                | 0              | 1690           | Lesión en la rodilla.                           |
| 24     | Nick Kyrgios      | 1645         | 90                | 0              | 1555           | Lesión en la rodilla.                           |
| 26     | Sebastian Korda   | 1525         | 45                | 0              | 1480           | Lesión en la muñeca.                            |
| 36     | Tallon Griekspoor | 1069         | 10                | 0              | 1059           | [ 10 ]                                          |

### Dobles masculino
| Tenistas                           | Ranking | Preclasificado |
| Wesley Koolhof Neal Skupski        | 2       | 1              |
| Rajeev Ram Joe Salisbury           | 7       | 2              |
| Nikola Mektić Mate Pavić           | 11      | 3              |
| Marcelo Arévalo Jean-Julien Rojer  | 14      | 4              |
| Lloyd Glasspool Harri Heliövaara   | 25      | 5              |
| Rohan Bopanna Matthew Ebden        | 29      | 6              |
| Marcel Granollers Horacio Zeballos | 32      | 7              |
| Hugo Nys Jan Zieliński             | 34      | 8              |

### Individuales femenino
Los siguientes son los jugadores cabeza de series. Las cabezas de serie se basan en las clasificaciones de la WTA al 13 de marzo de 2023. Las clasificaciones y los puntos anteriores son al 20 de marzo de 2023.
| N.º | Rank. | Tenista               | Puntos | Puntos por defender | Puntos ganados | Nuevos puntos | Ronda hasta la que avanzó en el torneo                |
| 1   | 1     | Iga Świątek           | 9975   | 1000                | 0              | 8975          | Baja antes de la segunda ronda                        |
| 2   | 2     | Aryna Sabalenka       | 6740   | 10                  | 215            | 6945          | Cuartos de final, perdió ante Sorana Cirstea          |
| 3   | 3     | Jessica Pegula        | 5605   | 390                 | 390            | 5605          | Semifinales, perdió ante Elena Rybakina [10]          |
| 4   | 5     | Ons Jabeur            | 4976   | 120                 | 10             | 4866          | Segunda ronda, perdió ante Varvara Gracheva [Q]       |
| 5   | 4     | Caroline Garcia       | 4990   | 10                  | 10             | 4990          | Segunda ronda, perdió ante Sorana Cîrstea             |
| 6   | 6     | Cori Gauff            | 4401   | 120                 | 65             | 4346          | Tercera ronda, perdió ante Anastasia Potapova [27]    |
| 7   | 10    | Maria Sakkari         | 3191   | 10                  | 10             | 3191          | Segunda ronda, perdió ante Bianca Andreescu           |
| 8   | 8     | Daria Kasatkina       | 3375   | 10                  | 10             | 3375          | Segunda ronda, perdió ante Elise Mertens              |
| 9   | 9     | Belinda Bencic        | 3360   | 390                 | 65             | 3035          | Tercera ronda, perdió ante Ekaterina Alexandrova [18] |
| 10  | 7     | Elena Rybakina        | 3720   | 65                  | 650            | 4305          | Final, perdió ante Petra Kvitová [15]                 |
| 11  | 11    | Veronika Kudermetova  | 2470   | 120                 | 10             | 2360          | Segunda ronda, perdió ante Markéta Vondroušová [PR]   |
| 12  | 15    | Liudmila Samsonova    | 2191   | 10                  | 65             | 2246          | Tercera ronda. perdió ante Qinwen Zheng [23]          |
| 13  | 14    | Beatriz Haddad Maia   | 2276   | 65                  | 65             | 2276          | Tercera ronda, perdió ante Jeļena Ostapenko [24]      |
| 14  | 16    | Victoria Azarenka     | 2182   | 65                  | 65             | 2182          | Tercera ronda, perdió ante Magda Linette [20]         |
| 15  | 12    | Petra Kvitová         | 2377   | 215                 | 650            | 3162          | Campeona, venció a Elena Rybakina [10]                |
| 16  | 13    | Barbora Krejčíková    | 2324   | (1)                 | 120            | 2443          | Cuarta ronda, perdió ante Aryna Sabalenka [2]         |
| 17  | 17    | Karolína Plíšková     | 2155   | 10                  | 65             | 2210          | Tercera ronda, perdió ante Markéta Vondroušová [PR]   |
| 18  | 18    | Ekaterina Alexandrova | 2005   | 35                  | 215            | 2185          | Cuartos de final, perdió ante Petra Kvitová [15]      |
| 19  | 21    | Madison Keys          | 1652   | 10                  | 65             | 1707          | Tercera ronda, perdió ante Barbora Krejčíková [16]    |
| 20  | 19    | Magda Linette         | 1770   | 35                  | 120            | 1855          | Cuarta ronda, perdió ante Jessica Pegula [3]          |
| 21  | 29    | Paula Badosa          | 1433   | 215                 | 65             | 1283          | Tercera ronda, perdió ante Elena Rybakina [10]        |
| 22  | 20    | Donna Vekić           | 1662   | (20)                | 65             | 1707          | Tercera ronda, perdió ante Petra Kvitová [15]         |
| 23  | 23    | Qinwen Zheng          | 1594   | 10                  | 120            | 1705          | Cuarta ronda, perdió ante Anastasia Potapova [27]     |
| 24  | 22    | Jeļena Ostapenko      | 1605   | 10                  | 120            | 1715          | Cuarta ronda, perdió ante Martina Trevisan [25]       |
| 25  | 24    | Martina Trevisan      | 1593   | (31)                | 215            | 1779          | Cuartos de final, perdió ante Elena Rybakina [10]     |
| 26  | 27    | Shuai Zhang           | 1460   | 65                  | 10             | 1395          | Baja antes de la segunda ronda                        |
| 27  | 26    | Anastasia Potapova    | 1494   | (30)                | 215            | 1708          | Cuartos de final, perdió ante Jessica Pegula [3]      |
| 28  | 28    | Anhelina Kalinina     | 1452   | 120                 | 10             | 1342          | Segunda ronda, perdió ante Sofia Kenin [PR]           |
| 29  | 41    | Petra Martić          | 1217   | 2                   | 65             | 1280          | Tercera ronda, perdió ante Elise Mertens              |
| 30  | 30    | Danielle Collins      | 1392   | 215                 | 65             | 1242          | Tercera ronda, perdió ante Jessica Pegula [3]         |
| 31  | 36    | Marie Bouzková        | 1274   | 65                  | 65             | 1274          | Tercera ronda, perdió ante Aryna Sabalenka [2]        |
| 32  | 40    | Lin Zhu               | 1225   | 20                  | 10             | 1215          | Segunda ronda, perdió ante Karolína Muchová [Q]       |

- Ranking del 20 de marzo de 2023.[11]

#### Bajas femeninas
| Rank. | Tenista     | Puntos antes | Puntos por defender | Puntos ganados | Puntos después | Motivo                   |
| ----- | ----------- | ------------ | ------------------- | -------------- | -------------- | ------------------------ |
| 1     | Iga Świątek | 9975         | 1000                | 0              | 8975           | Lesión en las costillas. |

### Dobles femenino
| Tenista                               | Ranking | Preclasificada |
| Barbora Krejčiková Kateřina Siniaková | 3       | 1              |
| Cori Gauff Jessica Pegula             | 8       | 2              |
| Lyudmyla Kichenok Jeļena Ostapenko    | 18      | 3              |
| Desirae Krawczyk Demi Schuurs         | 22      | 4              |
| Yifan Xu Zhaoxuan Yang                | 25      | 5              |
| Storm Hunter Elise Mertens            | 27      | 6              |
| Beatriz Haddad Maia Giuliana Olmos    | 33      | 7              |
| Nicole Melichar Ellen Perez           | 35      | 8              |
| Gabriela Dabrowski Luisa Stefani      | 36      | 9              |

## Campeones

### Individual masculino
Daniil Medvédev venció a  Jannik Sinner por 7-5, 6-3

### Individual femenino
Petra Kvitová venció a  Elena Rybakina por 7-6(16-14), 6-2

### Dobles masculino
Santiago González /  Édouard Roger-Vasselin vencieron a  Austin Krajicek /  Nicolas Mahut por 7-6(7-4), 7-5

### Dobles femenino
Cori Gauff /  Jessica Pegula vencieron a  Leylah Fernandez /  Taylor Townsend por 7-6(8-6), 6-2